# Betulina
Betulina is een monotypisch geslacht van schimmels behorend tot de familie Helotiales. Het bevat alleen Betulina hirta, maar deze soort is later overgezet naar het geslacht Urceolella als Urceolella hirta. De familie is nog niet met zekerheid bepaald (incertae sedis).